# Gosaldo
Gosaldo (in der ladinischen Sprache: Gosàlt) ist eine nordostitalienische Gemeinde (comune) mit 521 Einwohnern (Stand 31. Dezember 2023) in der Provinz Belluno in Venetien. Die Gemeinde liegt etwa 22 Kilometer westnordwestlich von Belluno, gehört zur Comunità montana Agordina und grenzt unmittelbar an den Trentino. Der Verwaltungssitz befindet sich im Ortsteil Don. Teile der Gemeinde decken sich mit dem Nationalpark Belluneser Dolomiten.

## Geschichte
1148 wird die Gemeinde als Agosaltum erwähnt (nach dem langobardischen Namen Gausoald).

## Verkehr
Durch die Gemeinde führt die frühere Strada Statale 347 del Passo Cereda e del Passo Duran (heute eine Provinzstraße) von Fiera di Primiero nach Valle di Cadore.

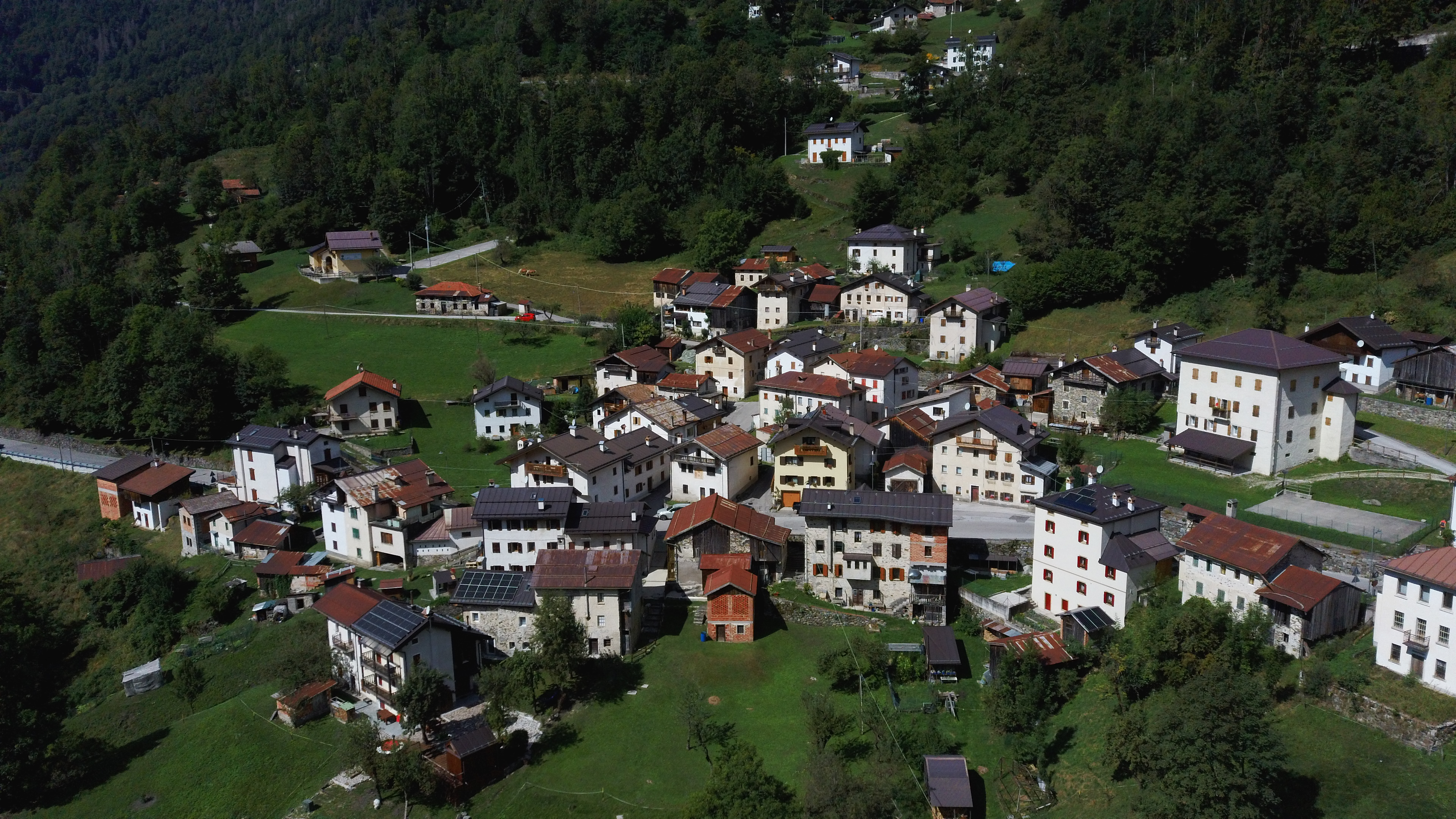
Tiser (Gosaldo)